# LZ 54
LZ 54, amtliches Kennzeichen L 19, war ein Militärluftschiff der Kaiserlichen Marine der Baureihe „P“ der Zeppelin-Militärluftschiffe. Letzter Kommandant war Kapitänleutnant Odo Loewe (* 1884).

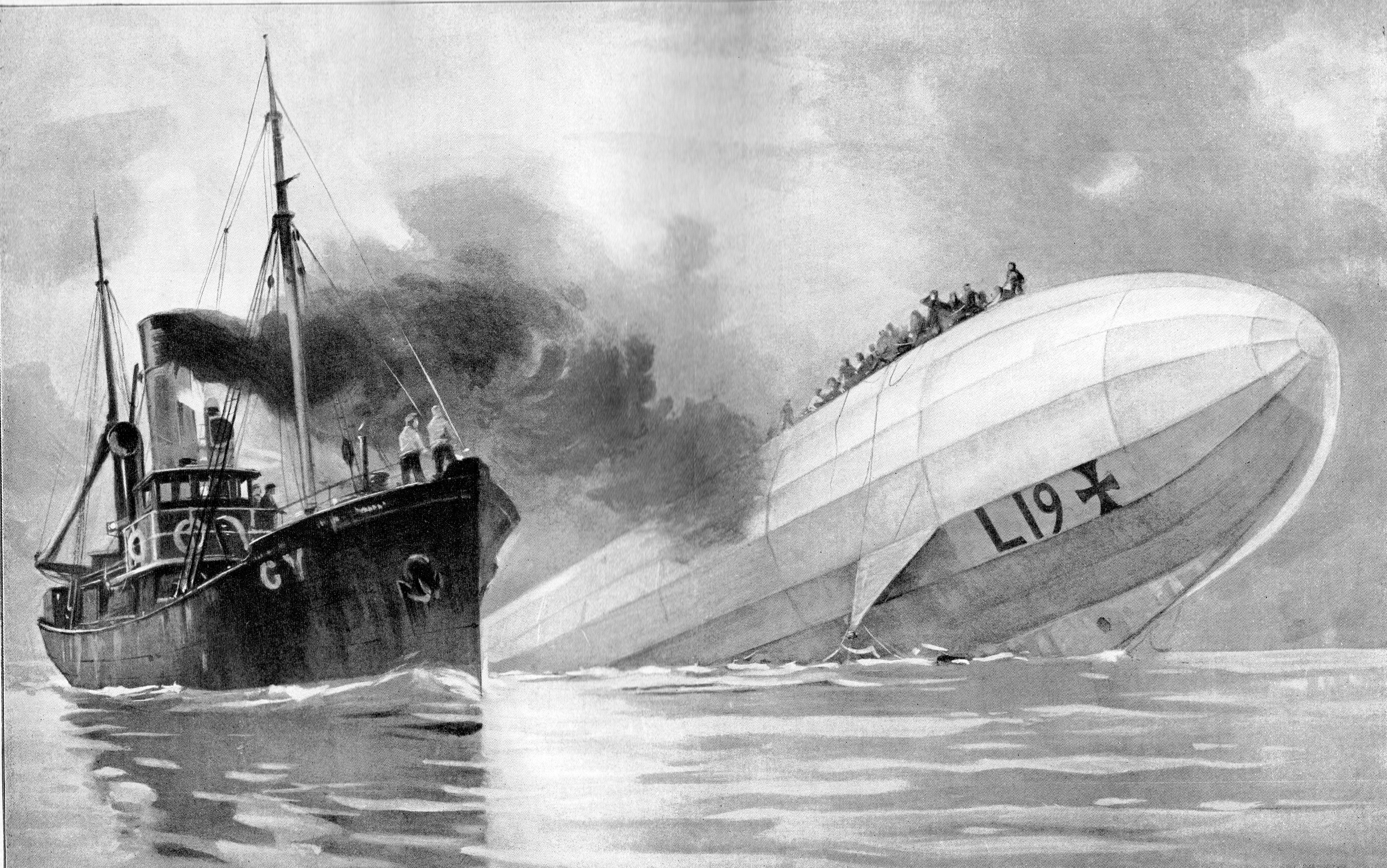
Der Untergang des deutschen Marineluftschiffes L 19 am 2. Februar 1916 in der Nordsee

## Technische Daten
- Indienststellung: November 1915
- Transportvolumen: 31.900 m³
- Leermasse: 21.704 kg
- Nutzlast: 15.363 kg
- Länge: 163,5 m
- Durchmesser: 18,7 m
- Antrieb: 4 Maybach-HSLu-Motoren à 240 PS (177 kW)[1]
- Höchstgeschwindigkeit: circa 90 bis 95 km/h
- Gipfelhöhe: circa 3500 m
- Bewaffnung: unbekannt
- Besatzung: 16

## Geschichte

### Patrouillendienst über der Nordsee
LZ 54 war in Hamburg, später in Tondern stationiert und wurde regelmäßig im Patrouillendienst an der dänischen Küste und über der Nordsee eingesetzt. Im Herbst 1915 erlangte es Bekanntheit, als es als vermutlich erstes Luftschiff in der Nordsee einen schwedischen Frachter nach Prisenrecht stoppte und durchsuchte. Dazu setzte es, gedeckt von den Luftschiffen L 7 und L 8, im Tiefstflug ein Boot mit einem Prisenkommando aus. Da es keine Beanstandungen gab, konnte das Schiff seine Fahrt fortsetzen.

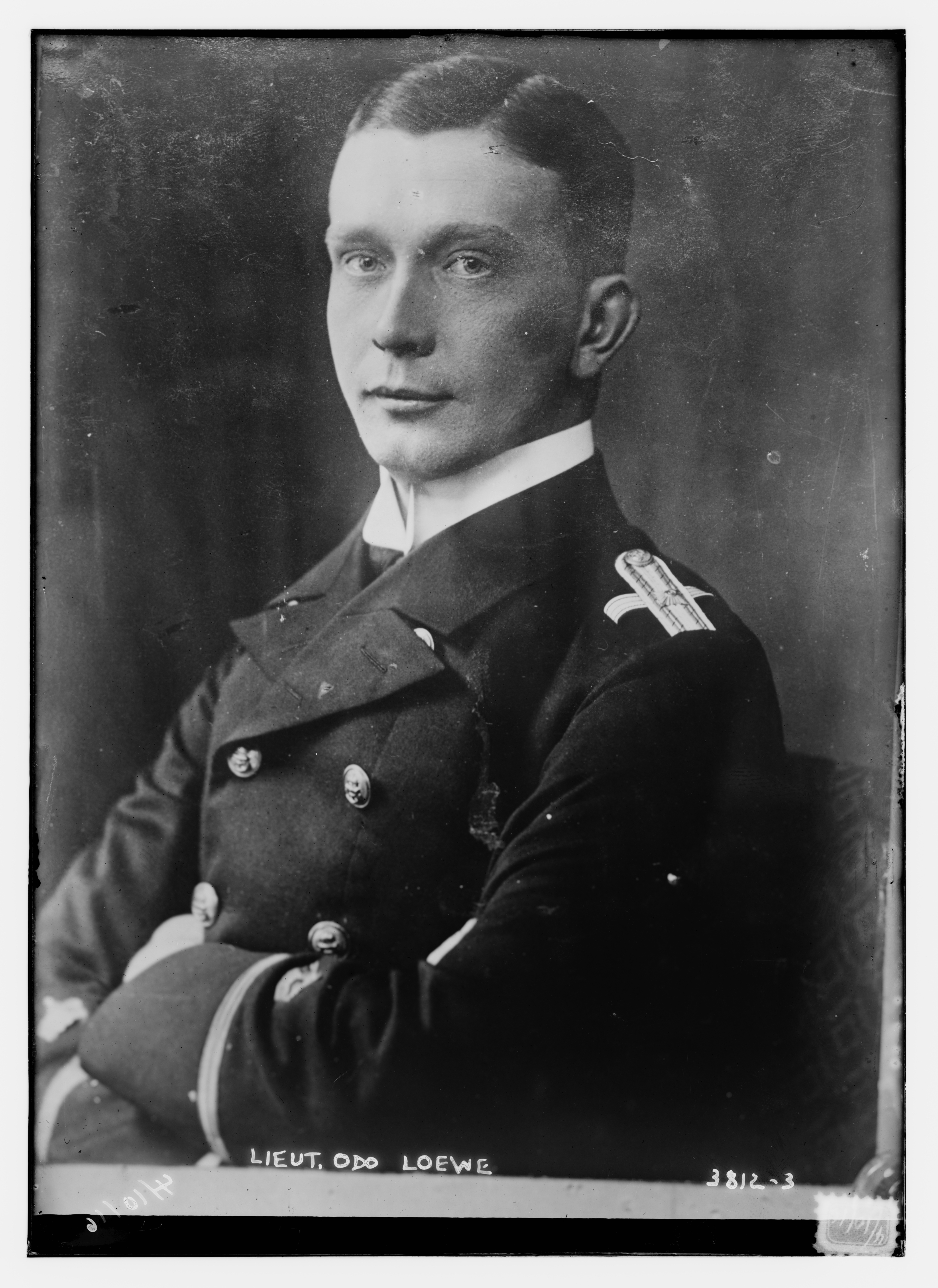
Kapitänleutnant Odo Loewe circa 1915

### Angriff der Marineluftschiffe auf die englische Westküste am 31. Januar/1. Februar 1916
Am 31. Januar 1916 führte der Führer der Marine-Luftschiffe, Korvettenkapitän Peter Strasser, den bis dahin größten Marine-Luftschiffangriff auf England durch. Eingesetzt waren die neun Luftschiffe
- L 11
- L 13
- L 14
- L 15
- L 16
- L 17
- L 19
- L 20
- L 21.

Die Luftschiffe stiegen am Mittag in Nordholz, Tondern und Hage auf. Hauptangriffsziel war Liverpool bzw. generell die Westküste Englands. Strasser selbst schiffte sich auf L 11 (Kommandant von Buttlar) ein.
Der Angriff fand unter extrem schlechten Wetterbedingungen statt. Die Sichtbedingungen waren durch eine 50 bis 400 m hohe Wolkendecke über der südlichen Nordsee stark eingeschränkt. Zur Orientierung dienten daher Funktelegrafie-Peilungen der Richtungsstationen.
Beim Erreichen der englischen Küste trafen die Schiffe auf Regen- und Schneewolken, die die feuchten Außenhüllen mit Eis bedeckten, so dass durch das zusätzliche Gewicht die Steigfähigkeit stark beeinträchtigt wurde und eine Flughöhe von 2000 m nicht überschritten werden konnte. Selbst zur Erreichung dieser Höhe mussten Ballast und sogar Teile der Bombenlast abgeworfen werden. Bei L 16, L 17 und L 20 traten frühzeitig Motorhavarien auf, so dass diese drei Einheiten von vornherein für einen Angriff auf Liverpool ausschieden. Zwar konnten L 11, L 14 und L 19 die Westküste erreichen, jedoch aufgrund äußerst schlechter Sichtverhältnisse nicht Liverpool.
Nach einem Funkspruch von L 19, der am 1. Februar 1916, 05.37h, beim Flottenchef einging, hatte das Schiff gegen Mitternacht an der Westküste Ziele gesucht, jedoch aufgrund starken Bodennebels keines gefunden und den Rückmarsch angetreten. Gegen 04.00h wurde die gesamte Bombenlast auf Industrieanlagen bei Sheffield abgeworfen. Obwohl L 19 mehrmals beschossen worden war, war es offensichtlich nicht beschädigt worden.
Bei den Angriffen waren nach englischen Angaben 183 Personen getötet oder verwundet worden, die Materialschäden seien jedoch „überaus gering“ gewesen. L 15 und L 21 hatten nach fester Überzeugung ihrer Kommandanten Liverpool bombardiert, was nach englischen Angaben nicht zutraf. Die amtliche deutsche Kriegsgeschichtsschreibung erklärte die abweichenden Angaben mit einer starken Versetzung der Luftschiffe durch Witterungseinflüsse nach Süden.

### Die Suche nachL 19
Auch der Rückmarsch und die Landung der Luftschiffe wurden durch Nebel behindert. Gegen 14.00h des 1. Februar waren alle Einheiten bis auf L 19 zurückgekehrt. Offenbar hatte das Schiff Motorhavarien erlitten und reagierte nicht auf funktelegrafische Anrufe. Daher wurden um 14.00h die II., VI. und IX. Torpedobootsflottille und Flugzeuge in Marsch gesetzt, um L 19 zu suchen. Allerdings traf um 16.05h ein erneuter Funkspruch des Luftschiffs ein:
F.T.-Anlage war unklar, zeitweise drei Motore unklar, Standort etwa Borkum, Wind ist günstig, Tondern heute nacht.
Allerdings hatte eine Funkpeilung während des Funkspruchs ergeben, dass „L 19“ nicht bei Borkum, sondern noch bei der westlich davon gelegenen holländischen Insel Ameland stand, was L 19 umgehend mitgeteilt wurde. Da L 19 offenbar keinen Grund sah, das näher gelegene ostfriesische Hage als Nothafen anzufliegen, wurden die Torpedoboote wieder zurückgerufen.
Als jedoch L 19 im Laufe des 1. Februar nicht in Tondern eintraf und auch kein weiterer Funkspruch von ihm empfangen wurde, sollten am Morgen des 2. Februar vier Luftschiffe zur Suche eingesetzt werden. Aufgrund starken Südwinds war jedoch weder eine Suche durch Luftschiffe noch durch Flugzeuge möglich. Dadurch wurden erneut die drei Torpedobootsflottillen von Borkum und List aus nach Westen eingesetzt. Sie wurden durch die Schlachtkreuzer Von der Tann und Derfflinger in der Deutschen Bucht gedeckt, da nicht ausgeschlossen werden konnte, dass sich inzwischen auch englische Seestreitkräfte auf die Suche nach L 19 begeben hatten. Tatsächlich war, wie sich im Nachhinein herausstellte, das V. Leichte Kreuzergeschwader, die sogenannte Harwich Force, ausgelaufen.
Am 2. Februar, 10.00h, erfuhr die Flottenleitung jedoch offenbar aufgrund von Zeitungsmeldungen aus Holland, dass am Vortag ein Luftschiff über Texel, Vlieland, Terschelling und Ameland gesichtet worden war, wo es von niederländischer Seite mit Geschützen „heftig beschossen“ und offenbar auch getroffen wurde. Schließlich sei es in nördlicher Richtung verschwunden und seitdem verschollen.
Inzwischen hatte am 2. Februar starkes Schneetreiben eingesetzt, das die Suchaktionen der Torpedoboote behinderte. Sie wurden daher gegen Mitternacht zurückgezogen. Rund 12 Seemeilen nördlich von Borkum war ein großer unbeschädigter Benzinbehälter gefunden worden, der L 19 zugeordnet wurde. Aus dem guten Zustand des Behälters wurde geschlossen, dass er in sehr niedriger Flughöhe abgeworfen worden sein musste.
Am 3. Februar sollten erneut Luftschiffe zur Suche starten, was wiederum aufgrund der Witterungsbedingungen nicht möglich war. Allerdings wurden von Borkum aus Marineflugzeuge eingesetzt, von denen allerdings die Flugzeuge 488 (Leutnant zur See Hansen, Matrose von Wisocky) und 490 (Leutnant zur See Stenzel, Obermaat Voigt), verschollen gingen. Eine Suche durch Vorpostenboote der Ems und der 10. Halbflottille blieb ergebnislos.

### Der Untergang
Der genaue Ort des Untergangs und der exakte Zeitpunkt sind unbekannt. Gesichert ist lediglich, dass alle 16 Besatzungsmitglieder ums Leben kamen:
- Obermaschinenmaat Georg Baumann, geb. in Kulmbach
- Leutnant zur See Erwin Braunhof, Balhorn
- Segelmacher-Maat der Reserve Andreas Busch, Au am Rhein
- Obermaschinenmaat der Seewehr I Hans Constabel, Hanerau
- Steuermannsmaat der Reserve Johannes Dreyer, Großensiel
- Obermaschinenmaat der Seewehr I Arno Flade, Lengefeld
- Maschinenmaat der Reserve Wilhelm Kähler, Lübeck
- Obermaschinist Wilhelm Köppen, Oldenburg
- Obersignalmaat der Seewehr II Kurt Krömer, Löbtau
- Obermaschinenmaat der Seewehr II Otto Kruse, Altona
- Kapitänleutnant Odo Loewe, Stettin
- Maschinenmaat Johann Reuters, Wüttlich (vermutlich Wittlich)
- Bootsmannsmaat Artur Rinker, Keitum
- Steuermann der Reserve Bruno Rödmann, Steglitz
- Obermaschinenmaat der Seewehr I Heinrich Specht, Barr/Reichsland Elsaß-Lothringen
- F.T.-Obermaat Otto Uhle, Cöthen

#### Begegnung mt derKing Stephen
Am Abend des 3. Februar fing die Armeefunkstelle im französischen Lille einen englischen Funkspruch auf, der entschlüsselt werden konnte. Danach hatte ein englischer Fischdampfer der Grimsby Patrol das Wrack eines Zeppelins 110 Seemeilen östlich von Flamborough Head gemeldet. Daraus schlossen die deutschen Dienststellen, dass sich L 19 nach seiner Beschießung über Ameland noch längere Zeit in der Luft halten konnte und nach Ausfall aller Motoren von dort aus rund 100 Seemeilen nach Norden getrieben worden war.

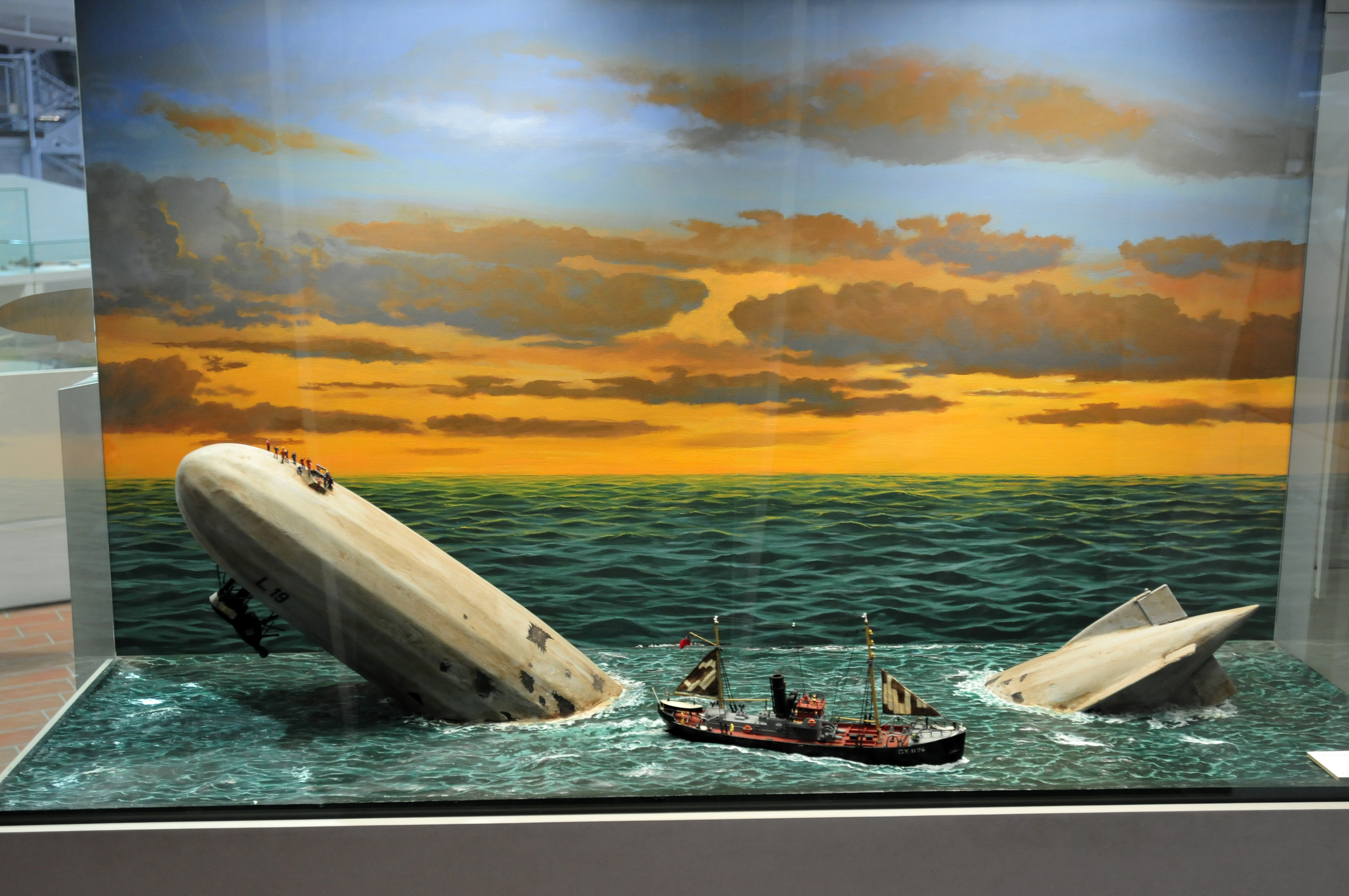
Modell des Untergangs von LZ 54

Aus englischen Zeitungsmeldungen wurde bekannt, dass der „wahrscheinlich im Dienste der Admiralität“ stehende Fischdampfer King Stephen zwar das sinkende Luftschiff gefunden habe; der Kapitän habe sich aber geweigert, die an Bord befindlichen Schiffbrüchigen zu retten, da er befürchtete, von den Geretteten, die gegenüber seiner Besatzung in der Überzahl gewesen wären, überwältigt zu werden. Auch bestehen Hinweise darauf, dass die King Stephen illegal in einem Sperrgebiet gefischt hatte, was in Kriegszeiten ein schwerwiegendes Vergehen dargestellt hätte. Durch die Rettung der Besatzung wäre dieses aufgedeckt worden.

### Die Aufbringung und Versenkung derKing Stephen
Der in Grimsby beheimatete Fischdampfer King Stephen wurde unmittelbar nach seiner Rückkehr von der Royal Navy als U-Boot-Falle, englisch „Q-Ship“, in Dienst gestellt.
Am 25. April 1916 wurde der Dampfer im Rahmen der Beschießung von Lowestoft und Great Yarmouth von dem Großen Torpedoboot G 41 aufgebracht, die Besatzung übernommen und die U-Boot-Falle versenkt. Wie sich später herausstellte, war jedoch nicht mehr die Besatzung an Bord eingeschifft, die Anfang Februar L 19 angetroffen hatte.

### Die Flaschenpost
Offenbar Anfang August 1916 fanden nach einer Meldung der dänischen Tageszeitung Berlingske Tidende Fischer aus dem schwedischen Marstrand eine Flaschenpost von L 19, die dem deutschen Konsulat in Göteborg übergeben wurde. Die Meldung wurde von der oldenburgischen Tageszeitung Nachrichten für Stadt und Land übernommen und am 4. August 1916 veröffentlicht. Danach enthielt die Bierflasche eine Nachricht von Kommandant Loewe an den Führer der Marine-Luftschiffe Strasser sowie 15 Kartengrüße:

„Mit 15 Mann auf der Plattform des ‚L 19‘ auf dem dritten Grad östlicher Lände schwimmt die Hülle ohne Gondel. Ich versuche den letzten Bericht zu erstatten. Dreimal hatten wir mit Motorschaden zu kämpfen. Ein leichter Gegenwind auf dem Rückwege verzögerte die Reise und führte mich im Nebel nach Holland, wo ich aus Gewehren beschossen wurde. Drei Motore versagten gleichzeitig, was unsere Lage noch schwieriger machte. Nachmittags ungefähr wird unsere letzte Stunde sein. Loewe.“

Aus einem der Kartengrüße geht hervor, dass die Besatzung am 2. Februar, 11.30h, noch gemeinsam betete, da der Untergang des Wracks aufgrund aufkommenden Sturms unmittelbar bevorzustehen schien.